# Abdij van Rot
De Abdij van Rot,  ook Roth, Münchroth of Mönchroth in Rot an der Rot,  was een tot de Zwabische Kreits behorende abdij binnen het Heilige Roomse Rijk.
Onder invloed van Norbertus wordt in 1130 door de adellijke Hemma en Kuno uit Graubünden het oudste premonstratenzerabdij in Zwaben gesticht. De eerste monniken en de eerste proost komen uit het moederklooster Prémontré. Vanuit Rot worden vijf nieuwe kloosters gesticht. Rot blijft voogdvrij.
In 1179 neemt keizer Frederik I Barbarossa de voogdij op zich.
In 1376 wordt het klooster rijksvrij. In 1619 wordt het halsgerecht verworven.
Paragraaf 24 van de Reichsdeputationshauptschluss van 25 februari 1803 kent de abdij Rot toe aan de graaf van Wartenberg vanwege het verlies van het graafschap Wartenberg. Hierdoor ontstaat het rijksgraafschap Wartenberg-Rot.
Artikel 24 van de Rijnbondakte van 12 juli 1806 stelt het graafschap Rot onder de soevereiniteit van het koninkrijk Württemberg: de mediatisering.